# Rareș Chintoan
Rareș Daniel Chintoan (Cluj-Napoca, 13 de enero de 1983) es un deportista rumano que compitió en lucha libre. Ganó dos medallas en el Campeonato Europeo de Lucha, en los años 2006 y 2008.

## Palmarés internacional
| Campeonato Europeo | Campeonato Europeo  | Campeonato Europeo | Campeonato Europeo |
| Año                | Lugar               | Medalla            | Categoría          |
| ------------------ | ------------------- | ------------------ | ------------------ |
| 2006               | Moscú (Rusia)       | Medalla de bronce  | 120 kg             |
| 2008               | Tampere (Finlandia) | Medalla de bronce  | 120 kg             |